# Frank Schwinghammer
Frank Schwinghammer (* 30. Dezember 1914; † ?) war ein deutsch-kanadischer Eishockeyspieler und Trainer, der während seiner Karriere unter anderem für den KEV und den EV Westfalen Dortmund aktiv war. Er war des Weiteren Mitglied der German Canadians.

## Spielerkarriere
Schwinghammer war seit 1936, zusammen mit acht weiteren kanadischen Eishockeyspielern, Mitglied der German Canadians, einer zwischen 1936 und 1938 bestehenden Profi-Eishockeymannschaft aus Krefeld. Die Canadians gelten als Grundstein für den Erfolg des Eishockeysports in Krefeld. In den Spielzeiten 1937/38 und 1938/39 stand er zudem mit seinem Mannschaftskollegen Jack Ring beim EV Westfalen Dortmund unter Vertrag. Dort absolvierte er insgesamt vier Partien und erzielte dabei zwei Tore. Mit den Dortmundern trat er unter anderem bei Nord-Westeuropapokal ("Lippes Cup") an, wo er mit dem Verein auf Klubs wie den RSC Essen, die Düsseldorfer EG oder den Kölner EK traf.
Ende des Jahres 1938 übernahm er die Verantwortung der Amateurmannschaft des Krefelder EV als Spielertrainer. Im Jahr 1941 musste er sein Amt niederlegen und Deutschland auf Grund des Zweiten Weltkriegs verlassen. Später kehrte er zurück, um sich wieder um die Nachwuchsarbeit des KEV zu kümmern. 1947 gewann er mit den Krefeldern die Interzonenmeisterschaft. Eine Spielzeit später, im Jahr 1948, kehrte er nach Kanada zurück und beendete somit seine Karriere als Verteidiger und Trainer in Deutschland.

## Trainerstationen
- 1938 bis 1941: Krefelder EV-Spielertrainer
- 1945 bis 1948: Krefelder EV Spielertrainer